# Atabapo (khu tự quản)
Atabapo là một khu tự quản thuộc bang Amazonas, Venezuela. Thủ phủ của khu tự quản Atabapo đóng tại San Fernando de Atabapo. Khự tự quản Atabapo có diện tích 25062 km2, dân số theo điều tra dân số ngày 21 tháng 10 năm 2001 là 3121 người.